# Banjo-Kazooie (Computerspielreihe)
Banjo-Kazooie ist eine Videospielreihe, die von Rare entwickelt wurde. Die Spiele handeln von einem männlichen Bären namens Banjo und seinem Freund, einem großen weiblichen roten Vogel namens Kazooie, die beide vom Spieler gesteuert werden. Banjo hatte seinen ersten Auftritt als spielbarer Charakter im Jahr 1997 als Teil des Ensembles von Diddy Kong Racing. Im Verlauf der verschiedenen Spiele sind sie damit beauftragt, die verschiedenen bösen Pläne einer Hexe namens Gruntilda zu durchkreuzen. Das erste Spiel, Banjo-Kazooie, wurde 1998 veröffentlicht und erntete viel Kritikerlob. Es wurde von drei Fortsetzungen und einem Ableger-Rennspiel gefolgt.
Die Videospielreihe debütierte auf dem Nintendo 64, und spätere Teile der Serie erschienen auch auf dem Game Boy Advance und der Xbox 360. Die drei Haupttitel wurden dann als Teil von Rare Replay auch auf der Xbox One veröffentlicht. Die Reihe war größtenteils inaktiv seit der Veröffentlichung von Banjo-Kazooie: Nuts & Bolts im Jahr 2008. Allerdings traten Banjo und Kazooie gelegentlich in späteren Crossover-Titeln wie Segas All-Stars-Racing-Serie und Nintendos Super-Smash-Bros.-Serie auf.

## Spiele

### Konsole

#### Banjo-Kazooie(1998)
Banjo-Kazooie wurde am 29. Juni 1998 für die Nintendo 64 veröffentlicht, 2008 wurde es für die Xbox 360 über Xbox Live Arcade erneut veröffentlicht und ist über Nintendo Switch Online für die Nintendo Switch erhältlich. In einer Region namens Spiral Mountain wird Banjos Schwester Tooty von der Hexe Gruntilda entführt, die Tootys Schönheit für sich selbst stehlen will. Banjo und Kazooie müssen sie retten. Das Ziel besteht darin, durch Gruntildas Unterschlupf und die verschiedenen Welten darin vorzudringen, Gegenstände wie goldene Puzzleteile und Musiknoten zu sammeln, die es Banjo und Kazooie ermöglichen, ihre Suche fortzusetzen, und Gruntilda zu besiegen. Im finalen Kampf wird sie von ihrem schlossartigen Unterschlupf gestoßen und unter einem Felsen gefangen. Das Spiel konzentriert sich hauptsächlich auf 3D-Plattform-Herausforderungen, kombiniert mit Elementen eines Action-Abenteuerspiels sowie einer Vielzahl von Rätseln.

#### Banjo-Tooie(2000)
Banjo-Tooie wurde im Jahr 2000 für die Nintendo 64 veröffentlicht und 2009 über Xbox Live Arcade für die Xbox 360 erneut veröffentlicht. Zwei Jahre nachdem Banjo und Kazooie Gruntilda im Vorgängerspiel besiegt haben, kommen zwei ihrer Schwestern und befreien sie unter dem Felsen. Nun auf ein Skelett reduziert, plant Gruntilda, die Lebensenergie der gesamten zentralen Spielwelt, der Isle O' Hags, abzuziehen, um sich selbst wiederherzustellen, was Banjo und Kazooie daran hindert, ihre Pläne zu stoppen. Erneut den Tag rettend, zerstören der Bär und der Vogel den größten Teil von Gruntildas skelettartigem Körper, sodass nur noch ihr Schädel übrig bleibt. Tooie ist umstritten, da es deutlich schwieriger ist als das erste Spiel, da es neben anspruchsvolleren Hindernissen und Plattform-Herausforderungen einen stärkeren Schwerpunkt auf Rätsellösung und Backtracking legt, wobei der Spieler oft frühere Welten erneut besuchen muss, um sie abzuschließen. Viele Funktionen, die im vorherigen Spiel nicht enthalten waren, erscheinen, darunter verbesserte Grafik und Steuerung sowie ein Mehrspielermodus für vier Spieler.

#### Banjo-Kazooie: Nuts & Bolts(2008)
Banjo-Kazooie: Nuts & Bolts wurde 2008 für die Xbox 360 veröffentlicht. Die Abschlusssequenz in Banjo-Tooie deutete darauf hin, dass der Titel eines dritten Spiels Banjo-Threeie sein würde, wobei frühe Pressemitteilungen es vorläufig Banjo-Kazooie 3 nannten. Acht Jahre nach den Ereignissen von Tooie treten Banjo und Kazooie unter der Leitung des Lord of Games (L.O.G.), dem großen Schöpfer aller Videospiele, in einer Reihe von Herausforderungen gegen Gruntilda an, um die Kontrolle über Spiral Mountain zu erlangen. Das erste originale Banjo-Kazooie-Spiel, das auf einem nicht-Nintendo-System veröffentlicht wurde, weist Nuts & Bolts mehrere Abweichungen von den Konzepten der ersten beiden Spiele auf, wobei die bemerkenswerteste ist, dass Banjo und Kazooie Fahrzeuge konstruieren müssen, um Herausforderungen zu bewältigen, anstatt sich mit nicht-linearem Plattforming und grundlegendem Rätsellösen zu beschäftigen. Diese Änderungen an den Gameplay-Mechaniken sowie ein stark aktualisierter visueller Stil für die Welt und die Charaktere haben unter Fans und Kritikern Kontroversen ausgelöst.

### Handhelds

#### Banjo-Kazooie: Grunty's Rache(2003)
Banjo-Kazooie: Grunty's Rache wurde 2003 für den Game Boy Advance veröffentlicht. Zwei Monate nach den Ereignissen von Banjo-Kazooie fertigt Klungo, Gruntildas treuester Handlanger, einen Roboter an, in dem Gruntildas Geist wohnen soll. Die neu geschaffene „Mecha-Grunty“, durchdrungen vom übertragenen Geist Gruntildas, reist zurück in die Vergangenheit, um das erste Treffen von Banjo und Kazooie zu verhindern. Mit Unterstützung ihres schamanischen Freundes Mumbo Jumbo vereiteln Banjo und Kazooie ihre Pläne und schicken sie zurück unter den Felsbrocken in Spiral Mountain. Gruntilda befiehlt Klungo, ihre Schwestern zu kontaktieren, und leitet damit die Ereignisse von Banjo-Tooie ein. Das Spiel bietet Mechaniken, die denen von Banjo-Kazooie und Banjo-Tooie sehr ähnlich sind, wird jedoch aus einer isometrischen Perspektive gespielt und verfügt über vereinfachte Steuerelemente. Eine Portierung für Mobiltelefone wurde 2004 veröffentlicht, und eine mobile Zusammenstellung der Minispiele des Spiels mit dem Titel Banjo-Kazooie: Grunty's Revenge Missions wurde 2005 veröffentlicht.

#### Banjo-Pilot(2005)
Banjo-Pilot wurde 2005 für den Game Boy Advance veröffentlicht. Dieses Spiel gehört nicht zur Handlung der Serie, sondern ist ein Rennspiel ähnlich wie Mario Kart, bei dem die Charaktere Flugzeuge steuern. Das Spiel war ursprünglich als Fortsetzung von Diddy Kong Racing geplant und sollte den Titel Diddy Kong Pilot tragen, wurde jedoch nach dem Kauf von Rare durch Microsoft umgestaltet, um Banjo-Kazooie-Charaktere zu präsentieren.

### Wiederveröffentlichungen
Banjo-Kazooie und Banjo-Tooie wurden 2008 bzw. 2009 über Xbox Live Arcade für die Xbox 360 neu veröffentlicht. Diese Versionen zeichneten sich durch vollständig HD-Grafiken sowohl für die polygonalen Modelle als auch für 2D-Bilder aus. Sie enthielten auch überarbeitete Steuerungen und die Wiedereinführung des Stop 'N' Swop-Features. Beide Neuveröffentlichungen wurden zusammen mit Banjo-Kazooie: Nuts & Bolts als Teil der 30-Spiele-Sammlung Rare Replay veröffentlicht, die am 4. August 2015 für die Xbox One erschien. Banjo-Kazooie wurde am 20. Januar 2022 dem Nintendo Switch Online + Erweiterungspacket hinzugefügt und markierte die erste Neuveröffentlichung der Serie auf einer Nintendo-Konsole seit über 20 Jahren.

## Andere Auftritte
Vor Banjo-Kazooie trat Banjo erstmals als spielbarer Fahrer in Diddy Kong Racing auf, das 1997 für die Nintendo 64 veröffentlicht wurde. Nach der Übernahme von Rare durch Microsoft war Banjo in der Nintendo-DS-Neuauflage des Spiels, Diddy Kong Racing DS, nicht mehr vorhanden. In Conker's Bad Fur Day & Conker: Live & Reloaded ist Banjos Kopf entkörpert über dem Kamin im Hauptmenü zu sehen. Darüber hinaus kann Kazooies Kopf am Ende eines Regenschirms im Kapitelauswahlbildschirm für beide Spiele gefunden werden. In Grabbed by the Ghoulies sind Bilder der Charaktere und Levels im gesamten Spiel zu sehen, zusammen mit Monster-Versionen von Banjo und Kazooies Köpfen, die an den Wänden montiert sind. Banjo und Kazooie sind auch als spielbare Fahrer in der Xbox-360-Version von Sonic & Sega All-Stars Racing zu sehen. Der Entwickler Sumo Digital arbeitete mit Rare zusammen, um die Charaktere einzubinden, wobei Rare Sumo Zugang zu ihrer Asset-Bibliothek gewährte und Banjo und Kazooies Ingame-Fahrzeug entwarf und modellierte. Mehrere Charakterskins basierend auf der Serie sind als Download-Inhalte in verschiedenen Versionen von Minecraft verfügbar.
Banjo und Kazooie erscheinen auch als ein einzelner spielbarer Kämpfer über herunterladbare Inhalte im Crossover-Kampfspiel Super Smash Bros. Ultimate von 2018. Phil Spencer, Leiter der Xbox-Marke, erklärte, dass die Verhandlung über die Einbeziehung der Charaktere dank ihrer starken Drittanbieterbeziehung mit Nintendo ein „einfacher Deal“ war. Die Charaktere wurden am 4. September 2019 veröffentlicht, zusammen mit einer Bühne, die auf Spiral Mountain basiert, und Banjo-Kazooie-Musikarrangements, darunter eines des Originalkomponisten Grant Kirkhope.